# Jeffrey Toobin
Jeffrey Ross Toobin (New York), 21 mei 1960 is een Amerikaanse jurist, blogger, schrijver, pundit en juridisch analist voor CNN. 
Tijdens de Iran-Contra-affaire, diende hij als toegevoegd adviseur in het Departement van Justitie en stapte in de negentiger jaren geleidelijk over van de rechtspraktijk naar het schrijverschap.
Hij heeft diverse boeken geschreven, waaronder een over de moordzaak O.J. Simpson. Dit diende als basis voor de tv-serie American Crime Story: The People v. O.J. Simpson en uitgezonden in 2016 als het eerste seizoen van FX American Crime Story. De serie won talrijke Emmy Awards. Toobin schreef tot 2020 voor tijdschrift The New Yorker. Hij werd ontslagen nadat hij zichzelf had bevredigd tijdens een videovergadering.

## Afkomst
Toobin werd in 1960 geboren in een Joods gezin in New York, als zoon van Marlene Sanders, voormalig ABC News- en CBS News-correspondent, en Jerome Toobin, een producer van nieuwsuitzendingen.

## Opleiding
Toobin doorliep de Columbia Grammar & Preparatory School, een particuliere middelbare school in New York, waarna hij voorbereidende studies volgde aan het Harvard College. Toobin deed verslag van sportwedstrijden voor The Harvard Crimson, waar zijn column "Inner Toobin" was getiteld. 
Hij behaalde magna cum laude een Bachelor of Arts-graad in Amerikaanse Geschiedenis en Literatuur en hij werd onderscheiden met een Harry S. Truman Scholarship. In 1986 behaalde hij magna cum laude zijn Juris. Doc.-graad aan de Harvard Law School, waaraan hij ook werkzaam was als redacteur van de Harvard Law Review.

## Carrière

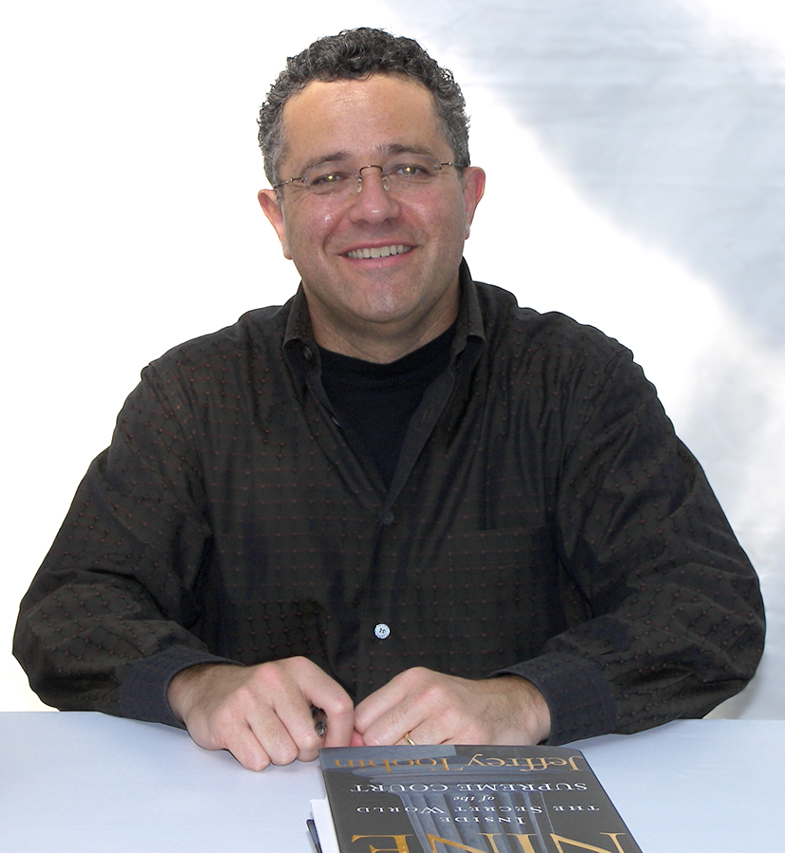
Toobin promoot zijn boek The Nine: Inside the Secret World of the Supreme Court op het Texas Boek Festival van 2007.

Toobin begon met freelance werk voor The New Republic toen hij nog rechten studeerde. Na afgestudeerd te zijn werkte hij als klerk voor een federale rechter en daarna als raadsman van de Onafhankelijke Aanklager Lawrence Walsh tijdens de Iran-Contra-affaire en Oliver Norths strafzaak. Vervolgens was hij werkzaam als assistent-openbaar aanklager in Brooklyn.
De journalist Michael Isikoff meldde in 2013 dat Toobin, terwijl hij werkte voor Walsh "erop was betrapt ervandoor te zijn gegaan met een vracht vertrouwelijke en 'grand-jury'-documenten uit Walsh' kantoor".
Toobin sprak de beweringen tegen dat hij de documenten kwaadwillig wegnam.
Toobin schreef een boek over zijn werk op het kantoor van de Onafhankelijke Aanklager. Walsh maakte hiertegen bezwaar, en Toobin verscheen voor het Hof om zijn recht tot publicatie te bevestigen. Rechter John F. Keenan van het Gerechtshof voor het Zuidelijk District van New York schreef een memorandum met de opvatting dat Toobin en zijn uitgever het recht hadden om dit boek uit te geven. Walsh' beroep in de zaak werd door het Hof afgewezen.
Walsh schreef later dat hij kon begrijpen dat een jonge advocaat kopieën van zijn eigen werk wilde houden, maar niet dat hij dat ook wilde van algemene of persoonlijke documenten van anderen.
Na drie jaar gewerkt te hebben als assistent-openbaar aanklager nam Toobin ontslag op het kantoor in Brooklyn, waar hij was gaan werken na zijn tijd bij Walsh en verliet hij de rechtspraktijk.
Toobin begon in 1993 bij The New Yorker en werd in 1996 juridisch tv-analist voor ABC. 
Toobin deed juridische analyses in televisie-uitzendingen tijdens talrijke prominente zaken. In 1994 publiceerde Toobin het verhaal in The New Yorker dat het juridisch team van O.J. Simpson in zijn strafzaak van plan was "de rassenkaart" te spelen door Mark Fuhrman te beschuldigen van het opzetten van bewijs. 
Toobin analyseerde ook Michael Jacksons rechtszaak wegens vermeend kindermisbruik in 2005, de civiele zaak rond O.J. Simpson, en het onderzoek van Speciale Aanklager Kenneth Starr naar de handel en wandel van president Bill Clinton.
Toobin werd in 2000 onderscheiden met een Emmy Award voor de verhelderende uiteenzetting van het internationale conflict tussen de VS en Cuba over de verblijfsstatus van de 5-jarige Elián González.
Toobin trad in 2002 toe tot CNN.
In 2003 interviewde hij als eerste Martha Stewart over de beschuldigingen van handel met voorkennis tegen haar.

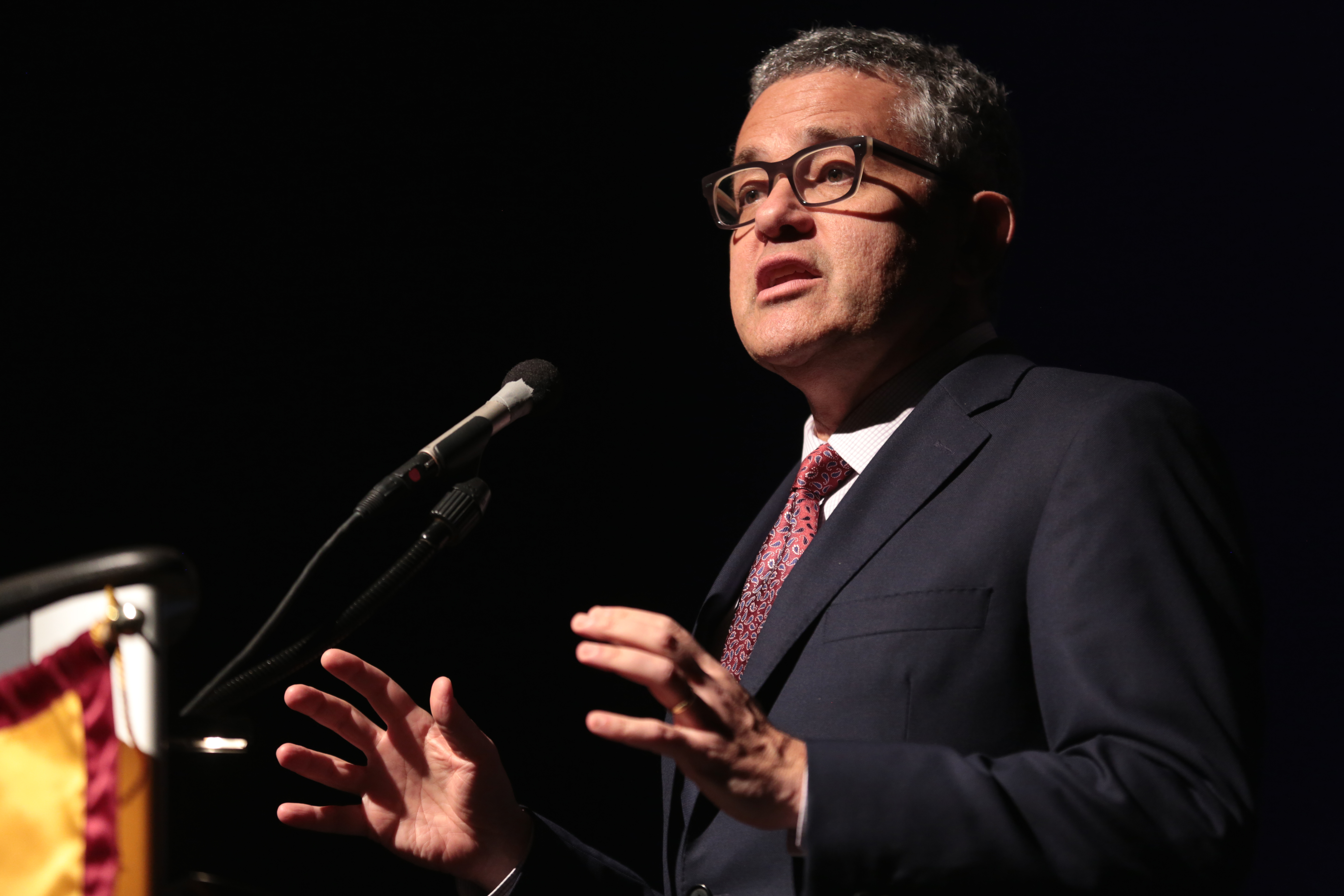
Toobin sprekend over het Hooggerechtshof tijdens de John J. Rhodes Lezing in Tempe (Arizona)

In 2020 werd Toobin ontslagen door The New Yorker omdat hij masturbeerde tijdens een Zoom-vergadering met collega's van krant The New Yorker en radiostation WNYC. Collega's gaven aan dat Toobin in een wisselgesprek leek te zijn met een sekswerker. Toobin gaf later zelf aan dat hij dacht dat de camera uitstond.

## Oordeel over opperrechters
Toobin is een jarenlange vriend van Hooggerechtshof-rechter Elena Kagan. Hij ontmoette haar toen zij beiden klasgenoten waren op de Harvard Law School.
Hij heeft Voorzitter-opperrechter John Roberts (rechter) als "very, very conservative" getypeerd.
Wat opperrechter Clarence Thomas betreft, heeft Toobin gezegd dat Thomas' juridische inzichten "heel ongebruikelijk en extreem, waren". Hij noemde hem "een mafkees" en zei dat rechter Thomas "de hele tijd woedend was". 

## Bestsellers
Toobin is stafredacteur bij The New Yorker. Bij CNN is hij Chef Juridisch Analist. 
Hij is de auteur van zeven boeken.
Toobins boek The Nine: Inside the Secret World of the Supreme Court (2007), werd onderscheiden door de Columbia University Graduate School of Journalism en de Nieman Foundation for Journalism at Harvard University.
Zijn volgende boek The Oath: The Obama White House and the Supreme Court werd gepubliceerd in 2012. 
Zijn meest recente boek American Heiress: The Kidnapping, Crimes and Trial of Patty Hearst verscheen in 2016. De boeken werden stuk voor stuk New York Times-bestsellers.

## Visie op de Amerikaanse Grondwet
In een discussie met journalist Fareed Zakaria in 2016 verklaarde Toobin dat hij gelooft dat de Amerikaanse grondwet gewijzigd zou moeten worden om de onrechtvaardigheid verbonden aan het Electoral College op te heffen, die een presidentskandidaat in staat stelt de verkiezing te winnen, ondanks dat deze minder stemmen heeft behaald dan de opponent.  
Ook wil Toobin dat de constitutionele onevenwichtigheid wordt opgeheven dat elke staat, onafhankelijk van het inwonertal, twee senatoren afvaardigt naar de federale Senaat in Washington.

## Privé
In 1986 trouwde Toobin met Amy Bennett McIntosh. Hij ontmoette haar toen zij beiden als studenten werkten voor de Harvard Crimson. Zij studeerde in 1980 af aan Harvard, behaalde een Master-graad aan de Harvard Business School en bekleedde uitvoerende posities in het bedrijfsleven. 
Zij hebben twee kinderen, een dochter en een zoon.
- Bibliothèque nationale de France: cb12332735n (data)
- CiNii: DA06616689
- International Standard Name Identifier: 0000 0000 8369 3084
- Library of Congress Control Number: n90670091
- Bibliotheek van het Japanse parlement: 001141709
- Nationale Bibliotheek van Tsjechië: jo2015880600
- Nationale Bibliotheek van Israël: 987007434402605171
- Nederlandse Thesaurus van Auteursnamen: 191976148
- Système universitaire de documentation: 076487318
- Virtual International Authority File: 32068823
- WorldCat: E39PBJptYKjtyKKW6yPmdrYByd